# HD 136174
HD 136174，又名BD+69 789，SAO 16662、HR 5693，是一颗恒星，视星等为6.51，位于銀經106.15，銀緯43.21，其B1900.0坐标为赤經15h 14m 7s，赤緯+69° 43.21′ 49″。